# Karin Stoltenberg
Karin Stoltenberg (Paterson (New Jersey), 23 november 1931 – Oslo, 17 oktober 2012) was een Noors geneticus en staatssecretaris. Haar geboortenaam was Heiberg.
Karin Stoltenberg was getrouwd met Thorvald Stoltenberg. Samen hadden ze een zoon, de voormalige premier van Noorwegen en secretaris-generaal van de NAVO, Jens Stoltenberg, en twee dochters.